# 全国体操小学生大会
全国体操小学生大会（ぜんこくたいそうしょうがくせいたいかい）は、毎年3月に茨城県・笠松運動公園体育館で開催される小学生を対象とした体操競技大会である。

## 歴史
2001年に「全国体操競技小学生大会」として第1回が開催された。第3回からは団体体操も加わった。第6回より「全国体操小学生大会」に大会名変更。

## 大会形式
体操・新体操とも個人・団体を実施。
各競技とも順位を争うのではなく、大会で定めた総合得点を上回った場合に金賞・銀賞・銅賞の各賞が授与される。
団体は4人以上で、男女混合・ラジオ体操も可とする。

## 実施種目（個人）
男子
- ゆか
- 円馬
- 跳び箱
- 鉄棒

女子
- 跳び箱
- 単バー
- 平均台
- ゆか

## 基準
| 競技 | 金賞  | 銀賞  | 銅賞  |
| ---- | ----- | ----- | ----- |
| 個人 | 38.00 | 36.00 | 34.00 |
| 団体 | 9.50  | 9.00  | 8.50  |